# Río Seco (Magallanes)
Río Seco es una localidad chilena de la región de Magallanes, perteneciente a la comuna de Punta Arenas y ubicada a 14 kilómetros al norte de esta. Tiene una población de 702 habitantes. Bajo el nuevo plan regulador de la ciudad de Punta Arenas, esta localidad pasa a ser parte de la ciudad capital de la región de Magallanes, formando así el sector norte de esta, destacando un gran polo industrial y la presencia del Aeropuerto Internacional Presidente Carlos Ibáñez del Campo

## Historia
Los primeros antecedentes de un asentamiento en el lugar data de 1881, cuando se estableció una fábrica maderera a vapor, propiedad de Alfredo Scott y Mauricio Braun, debido al tupido bosque que rodea la zona. Años más tarde se construiría una grasería, atrayendo a más familias al pueblo. La construcción del camino entre Chabunco y Tres Puentes propició el crecimiento de Río Seco y, para 1886, ya contaba con 23 familias, en su mayoría provenientes de Chiloé.
En 1903 nace la empresa "The South American Export Syndicate Ltda.", a través de la asociación de Mauricio Braun, Mateo Bermúdez y Jorge Broughan, construyéndose el frigorífico Río Seco, que sería el primer establecimiento industrial de la Patagonia y que comenzó a funcionar el 23 de febrero de 1905. Más tarde se iniciaría la construcción de un muelle que permitía el traslado de más de 200.000 animales por temporada. Esto motivó al entonces gobernador de Magallanes, Alberto Fuentes Manterola, a oficializar la fundación de un pueblo, que conservara el nombre del frigorífico y cuya superficie constaba de 1.500 metros de largo por 200 metros de ancho. Se elaboró un plano de seis medias manzanas con cuatro sitios, de 1.000 metros cuadrados, reservándose dos sitios para la escuela y el retén de la policía. El 15 de octubre de 1906, el gobierno del presidente Pedro Montt, decreta la fundación oficial de la población Río Seco.
El 3 de septiembre de 1916, el muelle del frigorífico de Río Seco sería testigo de la llegada de la escampavía Yelcho al mando del piloto Luis Pardo Villalón, la cual traía a los 22 náufragos británicos del bergantín Endurance rescatados desde la isla Elefante junto a su líder, el explorador Ernest Shackleton.
El frigorífico funcionaría hasta 1964 y sus instalaciones son adquiridas por la Corporación Frigorífica de Magallanes (COFRIMA), la cual le dio variados usos y que decidió parcelar el terreno y finalmente vender, a principios de los años 1990, parte del sitio a la empresa de productos químicos Algina, que se mantienen como dueños.
En medio de la expansión económica de la zona, en 1965 nace la empresa Lanera Austral, la cual se hace cargo de parte de la producción ovina de la región de Magallanes. Años más tarde entraría en quiebra, seguiría funcionando a manos de la Corporación de Fomento y, finalmente en 1989, pasa a denominarse Standard Wool. En 2020 se vería forzada a decretar el cierre de sus instalaciones, debido a la disminución de la producción lanera.

## Demografía
La localidad, según el censo de 2017, posee una población de 702 habitantes, de los cuales 353 son hombres y 349 son mujeres, la cual aumentará de manera exponencial los próximos años por la construcción de nuevas poblaciones y gran inversión en el sector.

## Museo de Historia Natural
En las antiguas dependencias del frigorífico de Río Seco, actualmente propiedad de Algina, está instalado el Museo de Historia Natural de Río Seco. Posee una colección de más de 400 piezas de vertebrados, invertebrados marinos, plantas y hongos.